# Semproni Dens
Semproni Dens (en llatí Sempronius Densus) va ser un cavaller romà del temps de l'emperador Galba. Formava part de la gens Semprònia, una antiga família romana i era de la branca dels Densus, d'origen plebeu.
Era centurió d'una cohort pretoriana i va ser encarregat per Galba de protegir el seu fill adoptiu Luci Calpurni Pisó Licinià quan va esclatar la revolta contra l'emperador (70 aC). Quan els rebels s'acostaven a Pisó per matar-lo, Dens els va fer front espasa en mà, distraient els agressors i permetent així a Pisó escapar-se, encara que més tard va ser agafat i executat, segons explica Tàcit a la seva Història. Dió Cassi i Plutarc, en canvi, diuen que era el mateix emperador Galba el que va ser defensat i protegit per Dens, que va morir a la lluita.